# Esbjerg Shipyard A/S
Esbjerg Shipyard A/S er et dansk skibsværft, beliggende i den nordlige ende af Esbjerg Havn.
Efter flere års sammenarbejde blev Esbjerg Shipyard A/S og Granly Marine A/S, pr. 1. januar 2011 slået sammen.

## Flydedok
Værftets flydedok, der stammer fra Tyskland, har en løftekapacitet er på 4,500 tons, mens tårnkranens løftekapacitet er på 5 tons. Dokken er 120 meter lang, 19,5 meter bred og 6 meter dyb.